# Marly-sous-Issy
Marly-sous-Issy é uma comuna francesa na região administrativa de Borgonha-Franco-Condado, no departamento Saône-et-Loire. Estende-se por uma área de 20,83 km². Em 2010 a comuna tinha 90 habitantes (densidade: 4,3 hab./km²).